# Хімпром (фабрика)
Державне підприємство «Хімпром» — колишня юридична особа, що певний час володіла хімічним заводом у м. Первомайський Харківської області.
Будівництво розпочато 1964 року. Генеральний проектувальник — Київська філія ДержНДІхлорпроєкту (Москва). Протягом першої частини свої діяльності завод належав Первомайському виробничому об'єднаню "Хімпром". 
Виробнича діяльність майданчику почалась в 1971-му з цеху, де виробляли комібіновані протруйники насіння. Цех мав потужність 30 тисяч тонн на рік та використовував привозну сировину. В цьому контексті варто зазначити, що з 1975 по 1987 роки Уфімський хімічний завод виробляв трихлорфенолят міді з наступною поставкою його до Первомайського для продукування протравників фентіурамової групи (суміш трихлорфеноляту міді з тірамом та гексахлорциклогексаном), які в подальшому відправлялись до бавовно- та рисосіючих районів. Максимальна виробітка цеху була досягнута в 1984 році на рівні у 40 тисяч тонн.
У 1972-му запустили виробництво хлорного вапна (суміш гіпохлориту кальцію, хлориду кальцію та гідроксиду кальцію) проєктною потужністю 24 тисячі тонн на рік (на цей показник вдалось вийти на початку 1980-х років). Спершу воно споживало привізний хлор, оскільки ще не був готовий власний сировинний ланцюжок.
Нарешті, в 1975-му почали запуск базового електролізного виробництва, яке за проєктом могло продукувати 159 тисяч тонн рідкого хлору та 166 тисяч тонн каустичної соди на рік. Для електролізерів первомайського майдачнику використали технологічно просунуті титанові аноди з покриттям із окису рутенію. Необхідну сировину – хлорид натрію – отримували по розсолопроводу з власного Єфремівського соляного промислу. 
Традиційним напрямком для майданчиків хлорної хімії було виробництво мономеру вінілхлориду з подальшим продукуванням полівінілхлориду (ПВХ). В 1978-му у Первомайському запустили лінію полімеризації потужністю 50 тисяч тонн ПВХ на рік, втім, комплекс не мав власного виробництва мономеру, тому постачав рідкий хлор на завод хімії хлору у Калуші, звідки отримував вінілхлорид. Якщо хлор відправляли до Калушу, то великим споживачем каустичної соди первомайського заводу був Миколаївський глиноземний завод.
В 1976-му комплекс запустив виробництво синтетичних миючих засобів річною потужністю 60 тисяч тонн, а в 1979-му ввели в дію виробництво хлорокису міді, здатне видавати 12 тисяч тонн на рік (на цей показник вдалось вийти у 1982-му). Хлорокис міді використовували для продукування таких пестицидів як хомецин (суміш з цинебом) та поліхом (суміш з полікарбацином).
В 1984 та 1986 роках прийняли в експлуатацію виробництва терефталоілхлориду (мономерна основа для випуску кевлару) та ізофталоілхлориду (один з мономерів для термостійкого полімеру номекс, також відомого як фенілон). Технологія їх отримання передбачає гідроліз гексахлор-пара-ксилолу (хлоксилу) та гексахлор-мета-ксилолу, які спершу отримують хлоруванням пара-ксилолу та мета-ксилолу відповідно. Потужність цього напрямку становила 1,1 тисячі тон терефталоілхлориду та 1,7 тисячі тонн ізофталоілхлориду на рік (за іншими даними – навіть 7 та 12 тисяч тонн відповідно). 
Окрім вже названих више хомецину, поліхому та фентіураму, випускали такі пестициди як гексахлорбензол, пентахлорнітробензол, тірам, гексатіурам (суміш гексахлорбензолу з тірамом), пентатіурам (суміш пентахлорнітробензолу з тірамом), гаммагексан (суміш гексахлорбензолу з гамма-гексахлорциклогексаном), гамматіурам (суміш тіраму з гексахлорциклогексаном) та інші. В 1988-му узялись за випуск фунгіциду дилор (β-дегідрогептахлор), проте в 1991-му від нього відмовились через технологічні проблеми.
Освоєння нових виробництв зайняло певний час, проте станом на кінець 1980-х років в цілому були досягнуті проєктні показники, зокрема, майданчик видав максимальні в своїй історії фактичні показники у 167,1 тисячі тонн каустичної соди (1988 рік), 60,3 тисячі тонн синтетичних миючих засобів (1989), 49,3 тисячі тонн полівінілхлориду (1990).
Енергетичні потреби майданчику забезпечувала належна до комплексу Первомайська ТЕЦ, а воду отримували з власної насосної станції на Сіверському Донці. Логістика будувалась навколо залізничної станції «Лихачове» (до 1952-го Первомайський носив назву Лихачове).
25 серпня 1993 року створили Первомайське державне підприємство "Хімпром" (скорочено — ПДП «Хімпром»), зареєстроване за юридичною адресою Україна, 64104, Харківська обл., місто Первомайський. ПДП «Хімпром» став власником хімічного комплексу, який на тлі краху планової економіки працював з мінімальним навантаженням.
В 1996-му зі складу хімічного комплексу виділили виробництво синтетичних миючих засобів, що опинилось під контролем ЗАО «Время».
В 2005-му через значну заборгованість за природний газ завод зупинився, а спроба відновлення його діяльності в 2007 році виявилась недовготривалою.
У 2007-му ПДП «Хімпром» пройшло реорганізацію із виділенням з його складу ДП «Енергохімпром», якому дістався майновий комплекс Первомайської ТЕЦ та насосна станція на Сіверському Донцю. В 2008-му цех хлорокису міді продали компанії “Укрпериклаз” (втім, є відомості, що в 2010-му вона повернула це майно).
В 2008-му продали цех хлорокису міді, в якому компанія “Укрпериклаз”, що працювала з Новоподільським родовищем бішофіту, збиралась зайнятись виробництвом магнезіальних продуктів. Втім, вже у 2010-му від цього проєкту відмовились.
2011 року залишки майна заводу були розпродані на аукціоні. В 2012-му власник майданчику ДП «Хімпром» був визнаний банкрутом з призначенням ліквідаційної комісії.
Державна реєстрація ПДП «Хімпром» буда припинена через припинення юридичної особи у зв'язку з визнанням її банкрутом.
Станом на 2019 рік будівлі цехів підірвані. Станція розсоловидобутку є комунальним майном Первомайської ОТГ та пропонується для продажу.